# Соня Сотник
Со́ня Со́тник (Наталія Леонідівна Сотник, нар.18 листопада 1975, Львів) — українська радіоведуча, співачка, конферансьє.. Відома як ведуча ранкового шоу «Камтугеза»  на Радіо Рокс разом з Сергієм Кузіним та Ксенією Владіною.

## Життєпис
Соня Сотник народилась 18 листопада 1975 у Львові, проживала по вул. Кутузова (з 1991 року — Ген. М. Тарнавського). Батько — журналіст, мати — викладачка російської мови та літератури.
Закінчила факультет журналістики Київського національного університету ім. Шевченка. Свого часу покинула навчання в університеті через матеріальне становище та потребу працювати.
Протягом кар'єри Соня встигла попрацювати діджейкою, менеджеркою на радіостанціях та в шоу-бізнесі, тренеркою курсів «Інтерньюз-Україна».
Відома ще з часів роботи на «Мюзік Радіо», де вона була діджейкою та програмною директоркою. Ранкове шоу «Камтугеза» на Radio ROKS за участі Соні Сотник та Сергія Кузіна протягом десяти років є одним із найпомітніших для слухачів FM-радіостанцій, його часто називають ранковим шоу № 1. 
Екс-виконавча продюсерка гурту «ТіК» і директорка гурту «Ляпіс Трубецкой» в Україні, 
2011 року дала перший сольний концерт «Сонник № 1». 
З 2014 бере участь у житті переселенців із зони АТО, їздить туди на благодійні концерти. 

### Творчість
У вересні 2013 року Соня Сотник видала перший власний альбом «Боже, храни Королеву!» До альбому увійшли як вже відомі хіти співачки, такі як «Гинеколог Наташа», «5-й размер», «Василий», «Single Malt», «Не плач», так і нові пісні. На головну пісню альбому — «Боже, храни Королеву!» було знято відеокліп, участь у зйомках якого взяли подруги та численні фанатки творчості Соні Сотник.
Разом з альбомом співачка видала і аудіовиставу «Добрая душа».
2016 року разом з композитором і музикантом Євдокимом Решетько записала аудіовиставу "Фелікс Австрія" за романом Софії Андрухович.
Була продюсеркою концерту "Я вернувся домів" гурту Брати Гадюкіни, присвяченому Сергію (Кузі) Кузьмінському.
Продюсерка проєкту "Рок Відродження". Проєкт покликаний нагадати про трагічну історію покоління української творчої еліти 20–30-х років минулого століття. Тепер ми називаємо це покоління "Розстріляним відродженням". Впродовж декількох років радянська влада фізично нищила все, що було геніального, талановитого, несхожого та відвертого в українській поезії, літературі, мистецтві та кіно...
Ініціаторка та організаторка проєкту #НаШапку — серії благодійних концертів талановитих музикантів та митців. 